# (65147) 2002 CN116
2002 سي أن 116 (ويعرف أيضًا باسم (65147) 2002 سي أن 116 وفق تسمية الكوكب الصغير) (بالإنجليزية: 2002 CN116)‏ هو كويكب ضمن حزام الكويكبات؛ وترتيبه 65147 من حيث الاكتشاف.
اكتُشف هذا الجُرم الفلكي بواسطة إيريك والتر إلست في 15 فبراير 2002.

## وصلات خارجية
- (65147) 2002 CN116 في قاعدة بيانات مختبر الدفع النفاث لأجرام النظام الشمسي الصغيرة

- الاكتشاف · مخطط المدار ·  العناصر المدارية · المعلمات المادية

- (65147) 2002 CN116 على موقع ويكي سكاي: DSS2, SDSS, GALEX, IRAS, Hydrogen α, X-Ray, Astrophoto, Sky Map, Articles and images